# سارا اونتانیون
سارا اونتانیون (اسپانیایی: Sara Ontañón‎؛ ۱۹۰۷ – ۱۹۶۸) یک تدوین‌گر اسپانیایی بود که طی دهه‌های ۱۹۳۰ تا ۱۹۶۰ میلادی فعایت داشت.
از فیلم‌ها یا مجموعه‌های تلویزیونی که وی در آن‌ها نقش داشته‌است می‌توان به دو مسیر، آسمان سیاه، آشوب‌گر و خانه پوشالی اشاره نمود.